# Erich Haack
Erich Haack (1904 — 1968) foi um químico alemão.
Erich Haack estudou química e obteve um doutorado em 1928 na Universidade de Bonn. Trabalhou depois na pesquisa de princípios ativos, principalmente para o desenvolvimento de antidiabéticos. A partir de 1967 foi professor da Universidade de Heidelberg.

## Condecorações
- 1960 Medalha Adolf von Baeyer da Sociedade Alemã de Química